# Bernhard Hermes
Bernhard Hermes (* 8. September 1945 in Quadrath-Ichendorf), meist nur Bernd Hermes genannt, ist ein ehemaliger deutscher Fußballspieler. Der Mittelfeldspieler hat für die Vereine 1. FC Köln und Wuppertaler SV in den Jahren 1968 bis 1975 in der Fußball-Bundesliga 95 Ligaspiele absolviert und fünf Tore erzielt. Dazu kommen noch beim WSV 64 Einsätze in der zweitklassigen Fußball-Regionalliga West (1970–72) mit acht Toren und 205 Zweitligaspiele (17 Tore) für Wuppertal und SC Viktoria Köln von 1975 bis 1981. In der Saison 1971/72 gewann er mit der Mannschaft vom Stadion am Zoo die Meisterschaft und stieg mit 16:0 Punkten mit dem Team von Trainer Horst Buhtz in der Aufstiegsrunde in die Bundesliga auf.

## Karriere

### Jugend
Hermes besuchte in seinem Heimatort Quadrath-Ichendorf die Volksschule und machte anschließend eine Ausbildung zum Dreher; es folgte die Einberufung zum Wehrdienst bei der Bundeswehr. Kurz vor seinem zehnten Geburtstag folgte der Eintritt in den örtlichen FC Quadrath. Hier entwickelte sich Hermes mit der Zeit zum klassischen Spielmacher, schaffte den Sprung in die Kreisauswahl und debütierte kurz vor Vollendung des 18. Lebensjahres in der ersten Mannschaft, bevor sich der Linksfuß ab 1966 den Amateuren des 1. FC Köln anschloss.

### 1. FC Köln, 1966 bis 1970
Hermes kam 1966 vom BC Quadrath-Ichendorf aus der Bezirksklasse Mittelrhein zur Amateurmannschaft des 1. FC Köln in die Verbandsliga Mittelrhein. Er gewann mit den FC-„Amas“ 1966/67 die Meisterschaft am Mittelrhein und trat deshalb mit Mannschaftskollegen wie Horst Holubeck, Helmut Bergfelder und Paul Alger im Wettbewerb um die deutsche Amateurmeisterschaft gegen die Neuköllner Sportfreunde (5:1/2:0) und Bayer 05 Uerdingen (0:2/1:2) an. Durch seine Leistungen in der Meisterschaftsrunde wurde er auch in die Auswahl des Mittelrheins um den Länderpokal berufen und lief an der Seite von Mittelläufer Karl Lambertin in den Spielen gegen die Auswahl von Südwest (2:0/3:1) und Hamburg (1:2) auf.
Im zweiten Trainerjahr von Willy Multhaup beim FC, 1967/68, erreichte die „Geißbockelf“ am Rundenende hinter dem 1. FC Nürnberg, Werder Bremen und Borussia Mönchengladbach den vierten Rang. Hermes erreichte mit dem FC-Amateuren die Vizemeisterschaft in der Verbandsliga Mittelrhein und nahm zum zweiten Mal an den Spielen um die deutsche Amateurmeisterschaft teil. Er setzte sich mit seiner Mannschaft gegen den KSV Hessen Kassel (4:4/2:0), die Amateure vom SV Werder Bremen (1:3/7:0) durch und scheiterte am späteren deutschen Meister, dem VfB Marathon Remscheid (0:3/2:1). Der Linksfüßer debütierte am 20. März 1968 beim Länderspiel in Grieskirchen gegen Österreich in der deutschen Amateurnationalmannschaft. Er wurde für Horst Pohl eingewechselt und versuchte die drei Spitzen Helmut Bergfelder, Paul Alger und Werner Thelen ins Spiel zu bringen. Wiederum war er im Länderpokal in den Spielen gegen die Vertretung von Hamburg für den Mittelrhein zum Einsatz gekommen. Am 31. Rundenspieltag, am 26. April 1968, debütierte Hermes bei einer 2:3-Auswärtsniederlage gegen den MSV Duisburg in der Bundesliga. Mit Heinz Simmet und Wolfgang Overath bildete er das Kölner Mittelfeld. In der Bundesliga Chronik 1967/68 wurde zu Hermes Debüt notiert: „Vor allem der Stern von Bernhard Hermes ging ganz groß auf. Mit sagenhafter Kraft und Kondition und einer Übersicht, als hätte er schon seit Jahren in der Eliteliga mitgemischt, avancierte er neben Overath und Simmet zu den auffälligsten Spielern eines reizvollen Flutlichtspiels.“ Köln gewann in dieser Runde den DFB-Pokal, Hermes kam aber in diesem Wettbewerb zu keinem Einsatz. In seiner zweiten Saison, 1968/69, kam er unter dem neuen Trainer Hans Merkle zu elf Einsätzen (1 Tor), Köln rutschte aber mit dem 13. Rang ins hintere Mittelfeld ab. Am 22. Januar 1969 war er im DFB-Pokal bei der 0:1-Niederlage beim VfB Stuttgart für Köln aufgelaufen. Im Europapokal der Pokalsieger hatte er in den beiden Spielen gegen ADO Den Haag (1:0, 3:0) mitgewirkt und wurde noch am 5. März 1969 beim 2:1-Heimerfolg gegen Randers Freja für Heinz Flohe eingewechselt. In seinem dritten Jahr, 1969/70, schob sich der FC wieder auf den vierten Rang nach vorne, Hermes wirkte in acht weiteren Bundesligaspielen mit. Mit Manfred Manglitz und Bernd Rupp hatte sich Köln spürbar verstärkt.
Zwei Jahre lang versuchte Bernhard Hermes sich beim 1. FC Köln durchzusetzen (20-1), was ihm jedoch wegen der leistungsstarken Konkurrenz im damaligen FC-Mittelfeld nicht gelang, deshalb wechselte er zur Saison 1970/71 in die zweitklassige Fußball-Regionalliga West zum Wuppertaler SV, wo Trainer Horst Buhtz schon länger intensiv um den Spielmacher geworben hatte. Auch als FC-Lizenzspieler hatte Hermes halbtags im Lager des Warenhauses „Kaufhof“ gearbeitet.

### Wuppertal, 1970 bis 1978
Am 16. August 1970 debütierte Hermes beim WSV im Auswärtsspiel gegen Fortuna Düsseldorf, bei einer 3:4 Startniederlage, in der Regionalliga West. Am dritten Spieltag, den 30. August, verlor die Elf von Trainer Buhtz auch das zweite Auswärtsspiel, jetzt mit 0:1 beim VfL Bochum. Das wars aber dann mit Niederlagen in der Hinrunde; mit 28:6 Punkten beendeten die Oberbergischen am 6. Dezember 1970 die Hinrunde und für Hermes hatte sich der Vereinswechsel ausbezahlt. Er gehörte zur Stammbesetzung und spielte mit Wuppertal um die ersten Plätze. Mit 55:13 Punkten beendete Wuppertal die Saison, Hermes hatte in 30 Ligaeinsätzen sechs Tore erzielt. Den Dreikampf an der Tabellenspitze hatten Bochum und Düsseldorf punktgleich mit jeweils 56:12 Punkten vor Wuppertal als Dritter für sich entschieden. Für die Buhtz-Schützlinge ging es im Jahr der Fußball-Europameisterschaft 1971/72 um den erneuten Anlauf um in die Bundesliga aufzusteigen. Mit 31:3 Punkten gelang ein eindrucksvoller Start in der Hinrunde. Der spätere Vizemeister Rot-Weiss Essen wurde am 31. Oktober 1971 an der Essener Hafenstraße mit 5:0 deklassiert; der frühere Rot-Weiße Günter Pröpper erzielte dabei vor 30.000 Zuschauer vier Tore. Mit einem 7:1-Heimerfolg am 34. Spieltag, den 14. Mai 1972, gegen DJK Gütersloh wurde die Meisterschaft mit 60:8 Punkten eingespielt, mit sechs Punkten Vorsprung vor Vizemeister RWE und gar 12 Punkten vor Fortuna Köln auf dem dritten Rang. Hermes, er bildete in der Regel mit Jürgen Kohle, Herbert Stöckl und Heinz-Dieter Lömm das WSV-Mittelfeld, hatte alle 34 Rundenspiele absolviert und zwei Tore erzielt. Günter Pröpper holte sich die Torschützenkrone mit 52 Toren. Die Aufstiegsrunde zur Bundesliga wurde eine Demonstration der Stärke des Westmeisters, der alle acht Spiele gewann und mit 16:0 Punkten den Aufstieg in die Bundesliga erreichte. Auch hier war Spielmacher Hermes in allen acht Spielen aktiv gewesen (1 Tor).
Im ersten Jahr in der Bundesliga, 1972/73, gelang der Aufstiegself mit dem vierten Rang (40:28 Punkte) sogar der Einzug in den UEFA-Cup. Hermes hatte wiederum alle 34 Spiele absolviert und drei Tore erzielt. Auch nach dem Abstieg 1975 blieb er beim WSV. Im zweiten Jahr Bundesliga, 1973/74, konnte Wuppertal das dreijährige sportliche Hoch nicht mehr halten und stürzte dramatisch in der Tabelle ab. Denkbar knapp konnte punktgleich gegenüber Absteiger SC Fortuna Köln – beide Teams hatten 25:43 Punkte gesammelt – der WSV die Klasse halten. Hermes war in 32 BL-Spielen aufgelaufen (1 Tor). Mit enttäuschenden 12:56 Punkten stieg Wuppertal in der Saison 1974/75 in die 2. Bundesliga ab. Auch der Trainerwechsel im Oktober 1974 von Buhtz hin zu János Bédl hatte daran nichts ändern können. Die Säulen der Erfolgsära waren in die Jahre gekommen und die knappen Finanzen verhinderten die notwendigen qualitativen Verstärkungen. Hermes kam lediglich noch zu neun Einsätzen. Er blieb auch nach dem Abstieg beim WSV in der 2. Bundesliga und war Stammspieler wie in den erfolgreichen Jahren. Unter Trainer Diethelm Ferner wurde 1975/76 der fünfte Platz erreicht und Spielmacher Hermes hatte 37 Ligaspiele mit zwei Toren absolviert. Die Runde danach, 1976/77, jetzt war Herbert Burdenski als Trainer im Einsatz, spielten Hermes und Kollegen sogar um den zweiten Platz mit. Meister und Direktaufsteiger in die Bundesliga wurde der FC St. Pauli, Arminia Bielefeld setzte sich auf der Zielgeraden gegenüber dem auf den dritten Rang einkommenden Wuppertal durch und wurde Vizemeister. Die Relegationsspiele entschied aber der Südvizemeister 1860 München für sich und stieg als dritter Zweitligist in die Bundesliga auf. Hermes hatte alle 38 Ligaspiele für den WSV bestritten und zwei Tore erzielt. Im dritten Jahr in der 2. Bundesliga, 1977/78, klappte es nicht mehr in Wuppertal, daran konnte auch der zuverlässige Spielgestalter nichts ändern. Drei Trainer verschliss der WSV in dieser Runde: Erhard Ahmann eröffnete, er wurde von seinem Amtsvorgänger Burdenski ab November 1977 abgelöst und dieser wiederum im März 1978 durch Bernd Hoss. Heraus kam der 11. Rang. Nach sieben Spielen der Runde 1978/79 für den Wuppertaler SV unterschrieb Hermes einen neuen Vertrag beim Zweitligaaufsteiger Viktoria Köln und wechselte damit wieder nach Köln zurück.

### Viktoria Köln, 1978 bis 1981
Seine letzten drei Jahre im Profi-Fußball spielte Hermes dann noch einmal in Köln, diesmal bei SC Viktoria Köln in der 2. Bundesliga Nord. Die Viktoria ersetzte im März 1979 den Aufstiegstrainer Fritz Pott durch Ernst-Günter Habig und hielt knapp mit dem 16. Rang die Klasse. Hermes hatte für seinen neuen Verein in 30 Ligaeinsätzen fünf Tore erzielt. In seinem zweiten Jahr, 1979/80, ging es in der Tabelle weit nach vorne, Viktoria belegte mit 46:30 Punkten den vierten Rang. Spieler wie Bernd Helmschrot (Torhüter), Jürgen Jendrossek, Frank-Michael Schonert und Wolfgang Lüttges hatten an der Seite von Hermes (29-2) zu diesem Aufschwung unter Trainer Habig beigetragen. In der letzten Saison 2. Bundesliga die in zwei Staffeln – Nord und Süd – ausgetragen wurde, konnte Viktoria Köln 1980/81 nur den 11. Rang belegen und war damit nicht für die eingleisige 2. Bundesliga zur Saison 1981/82 qualifiziert. Hermes hatte nochmals 27 Ligaspiele bestritten und fünf Tore erzielt. Nach seiner zweiten Bandscheiben-Operation im Jahr 1981 war Schluss mit dem Profifußball.
Zum Spaß kickte Hermes noch einige Jahre für seinen Heimatverein Quadrath-Ichendorf in der Bezirksliga und kümmerte sich nun ganz um die berufliche Laufbahn. Nach einer Umschulung zum Bankkaufmann arbeitete er bis zum Eintritt in den Ruhestand 26 Jahre für die Kreissparkasse Köln. Hermes ist seit 1967 verheiratet und Vater eines Sohnes und einer Tochter.

## Statistik
- Bundesliga
  - 20 Spiele, 1 Tor für den 1. FC Köln
  - 75 Spiele 4 Tore für den Wuppertaler SV
- 2. Bundesliga
  - 149 Spiele 12 Tore für den Wuppertaler SV
  - 86 Spiele, 12 Tore für Viktoria Köln
- Europapokal der Pokalsieger; UEFA-Cup
  - 3 Spiele für den 1. FC Köln; 1 Spiel für den Wuppertaler SV (Ruch Chorzow)

## Erfolge
- 1972 Meister Regionalliga West und Aufstieg in die Bundesliga (Wuppertaler SV)